# GP Industria & Artigianato di Larciano
GP Industria & Artigianato di Larciano je jednodenní cyklistický závod konaný v italské provincii Pistoia. Od roku 2005 byl závod pořádán v rámci UCI Europe Tour na úrovni 1.1. Mezi lety 1967 a 1976 se závod jmenoval Circuito di Larciano. V roce 2015 se závod nekonal, o rok později se však vrátil do závodního kalendáře. V roce 2021 se závod stal součástí UCI ProSeries.

## Seznam vítězů
| Rok  | Země                               | Jezdec                             | Tým                                 |
| ---- | ---------------------------------- | ---------------------------------- | ----------------------------------- |
| 1967 | Itálie                             | Michele Dancelli                   | Vittadello                          |
| 1968 | Itálie                             | Vittorio Adorni                    | Faema                               |
| 1969 | Itálie                             | Franco Bitossi                     | Filotex                             |
| 1970 | Itálie                             | Franco Bitossi                     | Filotex                             |
| 1971 | Itálie                             | Felice Gimondi                     | Salvarani                           |
| 1972 | Nejelo se                          | Nejelo se                          | Nejelo se                           |
| 1973 | Itálie                             | Franco Bitossi                     | Sammontana                          |
| 1974 | Itálie                             | Giacinto Santambrogio              | Bianchi–Campagnolo                  |
| 1975 | Belgie                             | Roger De Vlaeminck                 | Brooklyn                            |
| 1976 | Itálie                             | Felice Gimondi                     | Bianchi–Campagnolo                  |
| 1977 | Itálie                             | Giancarlo Tartoni                  | Flandria–Velda–Latina Assicurazioni |
| 1978 | Itálie                             | Francesco Mosee                    | Sanson                              |
| 1979 | Itálie                             | Vittorio Algeri                    | Sapa                                |
| 1980 | Itálie                             | Giuseppe Saronni                   | Gis Gelati                          |
| 1981 | Itálie                             | Pierino Gavazzi                    | Magniflex                           |
| 1982 | Itálie                             | Gianbattista Baronchelli           | Bianchi–Piaggio                     |
| 1983 | Itálie                             | Fabrizio Verza                     | Gis Gelati                          |
| 1984 | Itálie                             | Marco Franceschini                 | Metauro Mobili–Pinarello            |
| 1985 | Itálie                             | Pierino Gavazzi                    | Atala                               |
| 1986 | Itálie                             | Giovanni Bottoia                   | Supermercati Brianzoli              |
| 1987 | Itálie                             | Marino Amadori                     | Ecoflam–B.F.B.                      |
| 1988 | Itálie                             | Massimo Ghirotto                   | Carrera Jeans–Vagabond              |
| 1989 | Austrálie                          | Edward Salas                       | Polli–Mobiexport                    |
| 1990 | Sovětský svaz                      | Dmitrij Konyšev                    | Alfa Lum                            |
| 1991 | Itálie                             | Gianni Faresin                     | ZG Mobili                           |
| 1992 | Itálie                             | Gianni Faresin                     | ZG Mobili–Selle Italia              |
| 1993 | Itálie                             | Marco Saligari                     | Ariostea                            |
| 1994 | Itálie                             | Francesco Casagrande               | Mercatone Uno–Medeghini             |
| 1995 | Itálie                             | Andrea Ferrigato                   | ZG Mobili–Selle Italia              |
| 1996 | Itálie                             | Michele Bartoli                    | MG Maglificio–Technogym             |
| 1997 | Itálie                             | Gianni Faresin                     | Mapei–GB                            |
| 1998 | Lotyšsko                           | Romāns Vainšteins                  | Kross–Selle Italia                  |
| 1999 | Itálie                             | Massimo Podenzana                  | Mercatone Uno–Bianchi               |
| 2000 | Itálie                             | Danilo Di Luca                     | Cantina Tollo                       |
| 2001 | Itálie                             | Davide Rebellin                    | Liquigas–Pata                       |
| 2002 | Itálie                             | Stefano Garzelli                   | Mapei–Quick-Step                    |
| 2003 | Španělsko                          | Juan Fuentes Angullo               | Saeco Macchine per Caffè            |
| 2004 | Itálie                             | Damiano Cunego                     | Saeco Macchine per Caffè            |
| 2005 | Itálie                             | Luca Mazzanti                      | Ceramica Panaria–Navigare           |
| 2006 | Itálie                             | Damiano Cunego                     | Lampre–Fondital                     |
| 2007 | Itálie                             | Vincenzo Nibali                    | Liquigas                            |
| 2008 | Itálie                             | Eddy Ratti                         | Nippo–Endeka                        |
| 2009 | Itálie                             | Daniele Callegarin                 | Centri della Calzatura              |
| 2010 | Itálie                             | Daniele Ratto                      | Carmiooro NGC                       |
| 2011 | Španělsko                          | Ángel Vicioso                      | Androni Giocattoli                  |
| 2012 | Itálie                             | Filippo Pozzato                    | Farnese Vini–Selle Italia           |
| 2013 | Itálie                             | Mauro Santambrogio                 | Vini Fantini–Selle Italia           |
| 2014 | Spojené království                 | Adam Yates                         | Orica–GreenEDGE                     |
| 2015 | Nejelo se                          | Nejelo se                          | Nejelo se                           |
| 2016 | Austrálie                          | Simon Clarke                       | Cannondale                          |
| 2017 | Spojené království                 | Adam Yates                         | Orica–Scott                         |
| 2018 | Slovinsko                          | Matej Mohorič                      | Bahrain–Merida                      |
| 2019 | Německo                            | Maximilian Schachmann              | Bora–Hansgrohe                      |
| 2020 | Nejelo se kvůli pandemii covidu-19 | Nejelo se kvůli pandemii covidu-19 | Nejelo se kvůli pandemii covidu-19  |
| 2021 | Belgie                             | Mauri Vansevenant                  | Deceuninck–Quick-Step               |
| 2022 | Itálie                             | Diego Ulissi                       | UAE Team Emirates                   |
| 2023 | Irsko                              | Ben Healy                          | EF Education–EasyPost               |
| 2024 | Švýcarsko                          | Marc Hirschi                       | UAE Team Emirates                   |